# Grúň (Lysec)

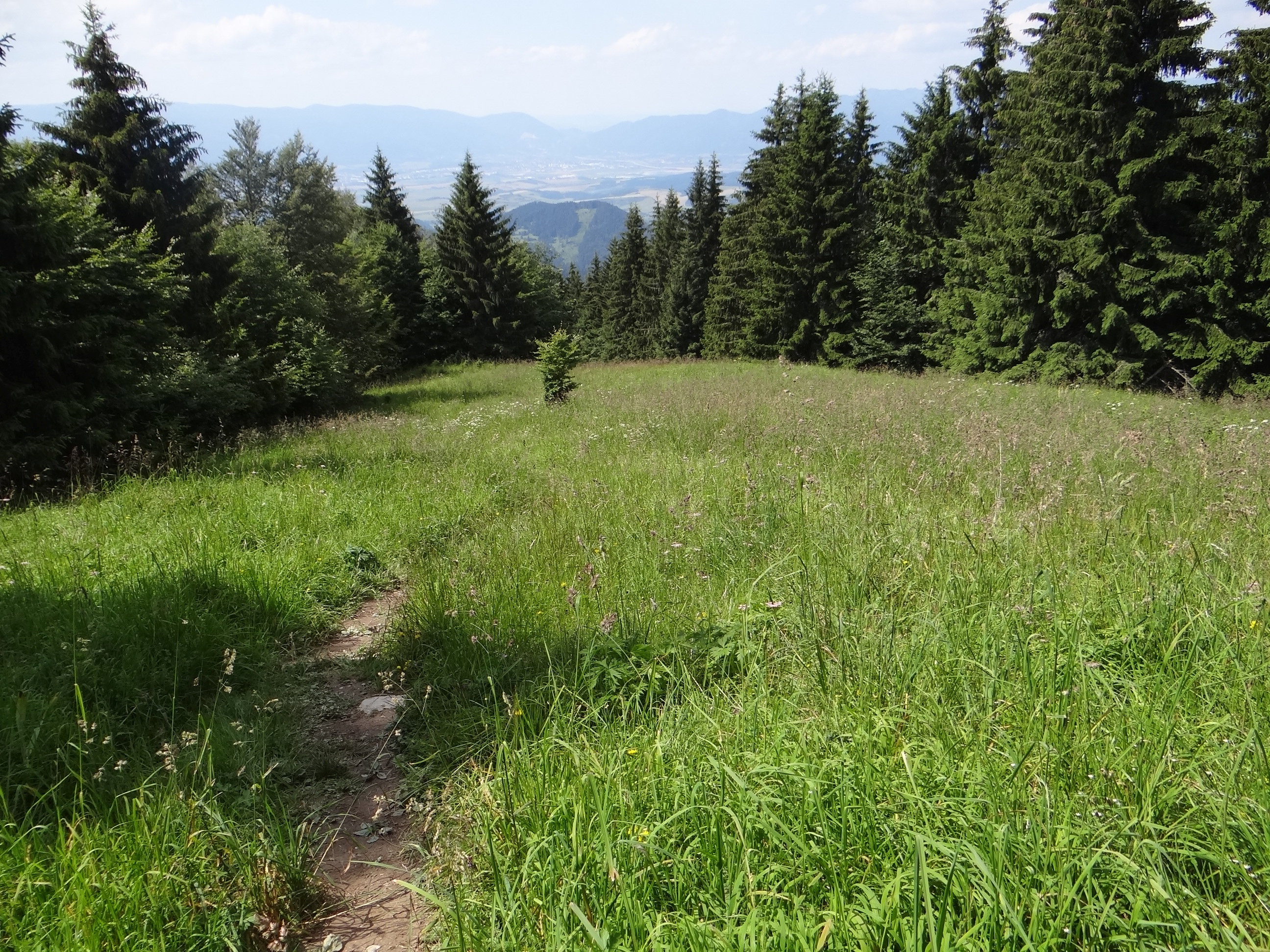
Jedna z polanek na grzbiecie Grúňa. W głębi Mała Fatra

Grúň – północno-zachodni grzbiet szczytu Lysec w Wielkiej Fatrze na Słowacji. Znajduje się w jej północnej, „turczańskiej” części i tworzy orograficznie lewe zbocza Hornojasenskiej doliny, oddzielając ją od bocznej, bezimiennej dolinki.
Grúň jest porośnięty lasem. W dolnej części jest to las bukowy, w górnej świerkowy. Na grzbiecie jest kilka zarastających lasem polan i resztki rozpadających się szałasów. Grzbietem prowadzi niebiesko znakowany szlak turystyczny. W górnej części zboczy opadających do Hornojasenskiej doliny utworzono rezerwat przyrody Lysec. 

## Szlaki turystyczne
chata Lysec – Grúň – Łysiec. Odległość 3,9 km, suma podejść 796 m, czas przejścia 2:15 h, z powrotem 1:35 h